# The Australian Financial Review
The Australian Financial Review est le plus important quotidien économique d'Australie. Il fut lancé comme hebdomadaire en août 1951, devint bi-hebdomadaire en octobre 1961 et enfin quotidien en 1963. Un plus démocratique The Australian Financial Review Magazine fut lancé en février 1995, suivi de peu par un site internet en juin de la même année. En juin 2006 enfin fut lancé l'AFR Access, un outil de recherche dynamique pour les investissements et la propriété.
AFR (généralement nommé le Fin ou Fin Review) est associé en Australie au rationalisme économique, avec une ligne éditoriale soutenant la dérégulation, la privatisation et la libéralisation du commerce, ainsi qu'un faible taux d'imposition. Cependant, les colonnes dédiées aux débats sont également ouvertes aux autres opinions.
Parmi les journalistes travaillant pour l'AFR, citons Geoffrey Barker, Alan Mitchell et Laura Tingle. John Hewson, ancien président du Parti libéral d'Australie, prenait également régulièrement la plume pour dénoncer la politique de l'ancien Premier ministre John Howard, ainsi que John Roskam de l'Institute of Public Affairs et John Quiggin.